# Rezolucja Rady Bezpieczeństwa ONZ nr 1741
Rezolucja Rady Bezpieczeństwa ONZ nr 1741 została uchwalona 30 stycznia 2007 podczas 5626. posiedzenia Rady odbywającego się w Nowym Jorku. Posiedzenie trwało 5 minut.
Najważniejsze postanowienia:
1. Przedłużenie mandatu Misji ONZ w Etiopii i Erytrei (UNMEE) do 31 lipca 2007.
2. Zmniejszenie liczebności wojsk UNMEE z 2300 do 1700 żołnierzy
3. Rada nakazuje Erytrei wycofanie swoich wojsk i sprzętu z tzw. Tymczasowej Strefy Bezpieczeństwa (czyli strefy demarkacyjnej).